# Första finländska världsomseglingen
Den Första finländska världsomseglingen genomfördes åren 1844 till 1847 med fartyget "Hercules" under befäl av kapten Petter Gustaf Idman. Resan var från början i likhet med den första svenska världsomseglingen inte planerad att bli en världsomsegling.

## Bakgrund
Redaren Peter Malm ägde redan en rad fartyg som gick både i lokal och internationell trafik. Han lät sedan även bygga barken '"Hercules'". Fartyget byggdes vid Calholmens varv i Jakobstad och var 32 meter lång. Den 7 oktober 1844 erhöll Idman sina reseinstruktioner för färden till Helsingör.

## Världsomseglingen

### 1844
I oktober 1844 lämnade "Hercules" under Idmans befäl Jakobstads hamn med kurs mot Helsingör dit man anlände 31 oktober. Efter ett kort stopp fortsatte färden mot destinationsorten Marseille. Lasten bestod av plankor och tjära. Fartyget anlände till Marseille den 15 december och lasten såldes varpå man även renoverade fartyget.

### 1845
Nya uppdrag dröjde varför Idman beslutade att resa utan last till Odessa. Man nådde Konstantinopel i april 1845 och anlände slutligen i Odessa den 15 april. Här fick man en last av hudar, järnkulor, talg och ärter till hamnarna i Plymouth och London i England. "Hercules" ankom till Plymouth den 27 juli och fortsatte därefter till London. Fraktmarknaden var fortsatt skral och först på hösten fick Idman ett uppdrag att frakta krut till Rio de Janeiro. Resan startade i oktober och man nådde Rio de Janeiro den 24 december.

### 1846
I mars 1846 lyckade Idman få ett nytt uppdrag med destination Chile. Varor lastades dels i Rio och dels i Paranaguá. Den 2 april startade "Hercules" mot Valparaíso dit man anlände den 19 juni. Inga nya uppdrag hittades och Idman accepterade ett litet uppdrag att frakta depescher åt Frankrike till Otahaiti (Tahiti). Avresan från Valparaiso fördröjdes av dåligt väder och först den 25 augusti startade "Hercules" mot Callao där den övriga frakten skulle lastas på. Den 5 september startade fartyget mot Sällskapsöarna och man anlände till Tahiti i oktober. Här renoverades fartyget igen. Den 9 november lämnade "Hercules" Tahiti utan last med kurs mot Batavia.

### 1847
"Hercules" anlände till Batavia på Trettondagen. Även här var det svårt att hitta fraktuppdrag, slutligen fick Idman en last om arrak, tobaksbalar och ris till Rotterdam. Man avseglade från Batavia på våren, passerade ön St Helena den 3 juni och anlände till Rotterdam den 11 augusti. I början på september inleddes sedan hemresan till Jakobstad.

## Eftermäle
2009 hölls musikgruppen Tonfallet en minneskonsert över "Hercules" resa i hemstaden Jakobstad.